# Sphagnum concinnum
Sphagnum concinnum là một loài rêu trong họ Sphagnaceae. Loài này được (Berggr.) Flatberg mô tả khoa học đầu tiên năm 2007.